# Zuigwormen
De zuigwormen (Trematoda) behoren tot een klasse van veelvoorkomende parasitaire zuigwormen die behoren tot de stam van de platwormen (Platyhelminthes).

## Beschrijving
Trematoden bezitten geen lichaamsholte tussen de epidermis en de spijsverteringsorganen. Het zijn platwormen waarbij de mondopening vooraan zit, in een vrij goed ontwikkelde kop. De darm is een eenvoudige buis met een gespierde farynx. 
Trematoda zijn vooral gekend als long-, lever- of bloedbotten. Ze bezitten een complexe levenscyclus die vaak verscheidene gastheren en tussengastheren omvat. De eieren verlaten de eindgastheer met de uitwerpselen en ontwikkelen zich vervolgens tot vrijzwemmende zogenaamde miracidia-larven. Nadat deze in een geschikte tussengastheer (vaak waterslakken) zijn binnengedrongen, veranderen ze in sporocysten. Deze produceren redia-larven door middel van paedogenese. Vervolgens produceren de rediae, cercaria-larven die opnieuw vrijlevend zijn. De cercaria-larva gaat zich inkapselen en vormt de meta-ceracaria-larva dat op de bodem van de plas ligt. Door middel van waterplanten komt de meta-cercaria-larva boven water te liggen en kan zo samen met de plant geconsumeerd worden door zoogdieren.

## Taxonomie
De taxonomie van de Platyhelminthes wordt momenteel herzien op basis van fylogenetische studies.

### Klassieke indeling
Klassiek wordt de klasse Trematoda in twee ordes onderverdeeld.
- Orde Aspidogastrea
- Orde Digenea (onder andere de bilharzia veroorzakende soorten uit het geslacht Schistosoma)

### Andere indeling
In de Catalogue of Life wordt de klasse Monogenea opgenomen in de klasse Trematoda en onderscheidt men tien ordes:
- orde Monopisthocotylea (voorheen klasse Monogenea)
- orde Polyopisthocotylea (voorheen klasse Monogenea)
- orde Aspidogastrea
- orde Azygiida (subgroep van Digenea)
- orde Echinostomida (subgroep van Digenea)
- orde Opisthorchiida (subgroep van Digenea)
- orde Plagiorchiida (onderorde van Digenea)
- orde Polyopisthocotylea (subgroep van Digenea)
- orde Strigeata (subgroep van Digenea)
- orde Strigeatida (onderorde van Digenea, onder andere de bilharzia veroorzakende soorten uit het geslacht Schistosoma)